# Polycirrus glaucus
Polycirrus glaucus är en ringmaskart som beskrevs av Anne D. Hutchings 1993. Polycirrus glaucus ingår i släktet Polycirrus och familjen Terebellidae. Inga underarter finns listade i Catalogue of Life.